# Skitlycklig
Skitlycklig är en TV-serie från 2017 som gick på SVT1. I huvudrollerna sågs Ellen Bergström och William Spetz. Serien är skapad av Thobias Hoffmén och Christoffer Sandler.

## Rollista
- Ellen Bergström - Linn
- William Spetz - Vincent